# Arhopala buruensis
Arhopala buruensis är en fjärilsart som beskrevs av Holland 1900. Arhopala buruensis ingår i släktet Arhopala och familjen juvelvingar. Inga underarter finns listade i Catalogue of Life.